# Vecumnieki (novads)
Vecumnieki est un ancien novads de Lettonie, situé dans la région de Sémigalie. Créé en 2009, il est supprimé en 2021 et fusionné dans la municipalité de Bauska.

## Histoire
La municipalité de Vecumnieki (en letton Vecumnieku novads) est créée par la réforme administrative territoriale de 2009 à partir d'une partie des rajons de Bauska et d'Aizkraukle. Elle se compose des pagasts de Bārbele, de Kurmene, de Skaistkalne, de Stelpe, de Valle et de Vecumnieki. La municipalité compte 9 910 habitants en 2009 et 7 795 en 2021.
Après la réforme administrative-territoriale de 2021, elle est supprimée et fusionnée dans la nouvelle municipalité de Bauska.